# One for the Road
"One for the Road" - czwarty singel brytyjskiego zespołu Arctic Monkeys promujący ich piąty album AM. Wydany 9 grudnia 2013. Na płycie winylowej 7" znajduje się także B-side zatytułowany "You're So Dark".